# Богдан Ђуричић
Богдан Ђуричић (Љубљана, 31. мај 1950 — Београд, 11. децембар 2008) био је српски биохемичар, редовни професор и декан Медицинског факултета Универзитета у Београду, академик САНУ.

## Биографија
Рођен је 31. маја 1950. године у Љубљани. У периоду од 1957. до 1969. године завршио је основну школу и гимназију. Звање доктор медицине је стекао 1974, а 1979. је постао магистар медицинских наука (са радом Биохемија капилара мозга: ефекти исхемије на активност ензима), а три године касније је постао доктор медицинских наука (рад Однос ензима енергетског метаболизма и постисхемичког едема мозга).
Ђуричић је у периоду од 1977. до 1980. био асистент-приправник за биохемију Медицинског факултета у Београду. Од 1980. до 1986. је био асистент, од 1986. до 1990. доцент, од 1990. до 1995. године ванредни професор, а 1995. је постао редовни професор Медицинског факултета. Био је проректор Универзитета у Београду 2001. године.
За дописног члана Српске академије наука и уметности изабран је 1997. године, а за редовног члана 2006.
Светски углед је стекао изучавајући биохемијске промене у крвно-можданој баријери у току исхемије мозга. Спада у групу елитних српских научника светског угледа са индексом цитираности преко 1500.
Декан Медицинског факултета је био у периоду 2004-2008. Преминуо је 11. децембра 2008. године у Београду. Сахрањен је 14. децембра 2008. године у  Алеји заслужних грађана на Новом гробљу у Београду.